# Ace Atkins
Ace Atkins (Springfield, 28 giugno 1970) è uno scrittore e giornalista statunitense, noto soprattutto come scrittore di gialli ed il proseguimento della serie di romanzi polizieschi con protagonista il detective privato Spenser, personaggio anche di una nota serie televisiva poliziesca. È stato inoltre un reporter di cronaca nera per il giornale The Tampa Tribune, prima di dedicarsi esclusivamente all'attività di romanziere all'età di 30 anni.

## Biografia
Mentre attivo come giornalista al Tribune, Atkins fu tra i finalisti del Premio Pulitzer per una serie di articoli basati su un'indagine di un delitto passato e dimenticato degli anni 1950. La storia divenne poi la trama del suo popolare romanzo White Shadow (2006), ben accolto anche da autori e critici. Nei suoi successivi romanzi, Wicked City e Devil’s Garden, Atkins ha continuato questo tipo di narrazione, con uno stile che è stato paragonato a quello di giallisti come Dennis Lehane e George Pelecanos.
In aprile 2011, la famiglia del defunto scrittore Robert B. Parker (Joan e i due figli Daniel e David) hanno deciso, insieme agli editori del famoso autore, di far continuare ad Atkins la serie del detective privato Spenser.
Atkins vive in una fattoria di origini storiche alla periferia di Oxford (Mississippi) con la famiglia. Si è laureato presso la Università di Auburn nel 1994 e ha fatto parte della squadra di football di questa università nel 1992 e 1993; è apparso sulla copertina di Sports Illustrated mentre commemora la vittoria dei Tigers (11-0) del 1993, indossando la rispettiva maglietta col numero 99.

## Romanzi

### Serie "Nick Travers"
1. Crossroad Blues (1998)
2. Leavin' Trunk Blues (2000)
3. Dark End of the Street (2002)
4. Dirty South (2004)

### Serie "Quinn Colson"
1. The Ranger (2011)
2. The Lost Ones (2012)
3. Broken Places (2013)
4. The Forsaken (2014)
5. The Redeemers (2015)[5]
6. The Innocents (2016)
7. The Fallen (2017)[6]
8. The Sinners (2018)
9. The Shameless (2019)
10. The Revelators (2020)
11. The Heathens (2021)

### Serie "Robert B. Parker's Spenser"
- Robert B. Parker's Lullaby (2012)
- Robert B. Parker's Wonderland (2013)
- Robert B. Parker's Cheap Shot (2014)
- Robert B. Parker's Kickback (2015)
- Robert B. Parker's Slow Burn (2016)
- Robert B. Parker's Little White Lies (2017)
- Robert B. Parker's Old Black Magic (2018)
- Robert B. Parker's Angel Eyes (2019)
- Robert B. Parker’s Someone To Watch Over Me (2020)
- Robert B. Parker's Bye Bye Baby (2022)

### Altre opere
- White Shadow (2006) 400pp. ISBN 0-425-23054-6
- Wicked City (2008) 368pp. ISBN 0-425-22707-3
- Devil's Garden (2009) 368pp. ISBN 0-399-15536-8
- Infamous (2010) 416pp. ISBN 0-399-15630-5